# سيفيرينو جيفرسون
سيفيرينو جيفرسون (29 أكتوبر 1985 بكامبيناس في البرازيل - ) هو لاعب كرة قدم برازيلي في مركز الهجوم. لعب مع إمباكت مونتريال ونادي بارما ونادي ساو باولو ونادي غواراني وSC Young Fellows Juventus ‏ وAyia Napa FC ‏ وAPEP FC ‏.

## وصلات خارجية
- سيفيرينو جيفرسون على موقع قاعدة بيانات كرة القدم.إي يو (الإنجليزية)
- سيفيرينو جيفرسون على موقع Soccerway.com (الإنجليزية)
- سيفيرينو جيفرسون على موقع عالم كرة القدم.نت (الإنجليزية)